# Grid Legends
A Grid Legends versenyjáték, a Grid sorozat ötödik tagja, melyet a Codemasters fejlesztett és az Electronic Arts jelentetett meg. A játék 2022. február 25-én jelent meg Microsoft Windows, PlayStation 4, PlayStation 5, Xbox One és Xbox Series X/S platformokra, melyeket 2023. január 12-én egy Quest 2-, 2023. december 12-én egy macOS-, illetve 2024. december 17-én egy iOS- és egy Android-átirat követett.

## Játékmenet
A Grid Legends több mint 130 versenypályát tartalmaz, kezdve az olyan valós pályáktól, mint a Brands Hatch, az Indianapolis Motor Speedway, a Suzuka International Racing Course vagy a visszatérő Mount Panorama Circuit, egészen az olyan különböző városokban, mint San Francisco, Párizs, London vagy Moszkva található kitalált utcai pályákig. A játékban több, mint 100 vezethető jármű található, köztük túraautók, kamionok, fedetlen kerekű autók, stadionautók, driftautók, illetve elektromos járművek is, melyekkel ovál-, utcai- és tereppályákon lehet versenyezni. A sorozatban először a játékosoknak lehetőségük van saját versenyeket létrehozni, beleértve az egyéni útvonalakat, akadályokat, járműkorlátozásokat és szabályokat.
A játék a sorozatban először tartalmaz egy a Netflix Formula 1: Hajsza a túlélésért című dokumentumfilm-sorozata által ihletett történetközpontú karriermódot, mely a „Driven to Glory” címet kapta. A Codemastersnek ez a második alkalom, hogy egy történetközpontú karriermódot készített egy versenyjátékához, a 2021-ben megjelent F1 2021 „Braking Point” című módja után. A Grid Legendsben azonban a játékmód sokkal inkább a narratívára összpontosít, a történet középpontjában egy névtelen versenyző áll, akit csak „Driver 22” néven emlegetnek (utalva ezzel a versenyző versenyszámára, illetve arra, hogy a játék egyszerre legfeljebb 22 versenyzőt támogat). A játék különböző szereplőinek megformálására számos profi színészt szerződtettek, akik ugyanazt a virtuális díszlettechnológiát használják, amelyet az A Mandalóri című amerikai űrwestern-sorozatban használtak a színészek virtuális háttérbe való beillesztéséhez. A szereplők között szerepel Ncuti Gatwa skót színész, aki Valentin Manzit, a Voltz Racing első számú versenyzőjét alakítja.
A Grid Legendsben látható a sorozatban először Nathan McKane is, aki a Grid sorozat folyamán mindig központi szerepet töltött be, és akit Callum McGowan alakít, aki ismét a Ravenwest Motorsport első számú versenyzője. További főszereplők közé tartozik Ryan McKane (a Ravenwest Motorsport tulajdonosa és Nathan nagybátyja, akit Joseph Millson alakít; korábban a TOCA Race Driverben szerepelt), Lara Carvalho (a Ravenwest második számú versenyzője, Nicole Castillo-Mavromatis alakítja), Marcus Ado (a Seneca Racing igazgatója, Miles Yekinni alakítja), Ajeet Singh (a Seneca vezető mérnöke, Devesh Kishore alakítja), Tanaka Jume (a Seneca első számú versenyzője és Driver 22 csapattársa, Kuroda Nacumi alakítja) és Claire Webb (a Grid TV bemondója, Sara Vickers alakítja).

## Fejlesztés és megjelenés
A Grid Legendst az EA Play Live 2021 elnevezésű sajtótájékoztatón jelentették be. A játék a Grid sorozat ötödik Codemasters által fejlesztett és az első Electronic Arts által megjelentetett játéka, melynek keretében a sorozat célplatformja az Origin lett. A játék a sorozatban először a Microsoft Windows, PlayStation 4 és Xbox One platformokon való megjelenés mellett kilencedik generációs videojáték-konzolokra, így PlayStation 5-re és a Xbox Series X/S-re is megjelent. A játék 2022. február 25-én jelent meg. A játék 2023. január 12-én Quest 2-re is megjelent, melyet 2024. december 17-én iOS- és Android-átiratok követtek.

### Frissítések és letölthető tartalmak
A játék számos letölthető tartalomcsomagot kapott, köztük a Seneca & Ravenwest Double Pack című előrendelői bónuszcsomagot, ami négy új autón (Aston Martin Vantage GT4, Porsche 962C, Ginetta G55 GT4, Koenigsegg Jesko) felül új versenyeket is ad a karriermódhoz.
A megjelenés utáni első letölthető tartalom, a Classic Car-Nage 2022. június 21-én jelent meg. Ez roncsderbi-autókat és pályakat ad a játékhoz, ezek a Grid Autosport óta először tűnnek fel a sorozatban, valamint egy roncsderbi-játékmódot és egy Valentin Manzi által vezényelt történetszálat.
A második letölthető tartalom, az Enduring Sprint 2022. október 25-én jelent meg. Ez a Fuji Speedway képében egy új pályát, egy új, Lara Carvalho és Tanaka Jume által vezényelt hosszútávversenyzési módot és ahhoz tartozó történetszálat, illetve négy új autót (Autozam AZ-1, Bentley Continental GT3, Bentley Speed 8, BMW V12 LMR) ad a játékhoz.
A harmadik letölthető tartalom, a The Rise of Ravenwest 2022. november 17-én jelent meg. Ez egy új pályát, a Grid 2-ből visszatérő kitalált miami utcai pályát, egy a McKane családról szóló történetszálat, illetve három új autót (BMW 320 Turbo Group 5, Plymouth GTX, Corvette C2) ad a játékhoz.
A negyedik és egyben utolsó letölthető tartalom, a Winter Bash 2023. január 27-én jelent meg. Ez új driftversenyszakaszokat ad a kitalált Okutama versenypályához, illetve egy Ajeet Singh és Manzi által vezényelt történetszálat, valamint három új autót (Bugatti Bolide, BMW 2002 és egy egyedileg tuningolt SRT Viper GTS) ad a játékhoz.

## Fogadtatás
| Összegzőoldal | Értékelés                           |
| ------------- | ----------------------------------- |
| Metacritic    | PC: 75/100 PS5: 76/100 XSXS: 73/100 |

| Szerző                 | Értékelés |
| ---------------------- | --------- |
| GamesRadar+            | [ 20 ]    |
| GameStar (DE)          | 79/100    |
| Hardcore Gamer         | 4,5/5     |
| HobbyConsolas          | 83/100    |
| IGN                    | 7/10      |
| Jeuxvideo.com          | 15/20     |
| Push Square            | [ 26 ]    |
| The Games Machine (IT) | 7,5/10    |
| PC Invasion            | 9/10      |

A Metacritic adatai szerint a Grid Legends Windows- és PlayStation 5-verziói „általánosságban kedvező”, míg az Xbox Series X/S-verziója „megosztott vagy átlagos” kritikai fogadtatásban részesült.
Az IGN szerkesztője 7/10-es pontszámot adott a játékra, megjegyezve, hogy „Első ránézésre nem nyilvánvaló, de a Grid Legends határozottan előrelépés a Grid 2019-hez képest, nagyobb pályagyűjteménnyel, több versenytípussal és egy rendkívül okos beugrós többjátékos móddal. Ez azonban nem egy drámai ugrás, különösen, mivel az újrahasznált autók listája unalmassá válik, és a testreszabási lehetőségek is elég sekélyesek.” A Eurogamer szerkesztője szerint „Jelentős duplikációk vannak a sorozat 2019-es újragondolásából, de az a néhány újdonság legalább vadabb és különlegesebb, mint annak a játéknak a kissé konzervatívabb tálalása” és dicsérte a többjátékos-, a történet- és a versenykészítő-módot, illetve a hangulatot. Mindkét oldal nagyra értékelte a játék új, kiszámíthatatlanabb mesterséges intelligenciáját. A Push Square szerkesztője 10-ből 7 csillagra értékelte a játékot, és dicsérte az alapvető játékmenetet, az autók és pályák számát, a hozzáférhetőséget és a jól kivitelezett adaptív ravaszhasználatot, miközben kritizálta a történet narratíváját, a figyelemre méltatlan látványt és az repetitív zenét. A GamesRadar+ szerkesztője ötből négy csillagot adott a játékra, és dicsérte a pontos irányítást és a simcade-stílusú versenyzést, miközben kritizálta a „megbízhatatlan” mesterséges intelligenciát és a kiábrándító történetet.

## Fordítás
- Ez a szócikk részben vagy egészben  a   Grid Legends című angol Wikipédia-szócikk ezen változatának fordításán alapul.  Az eredeti cikk szerkesztőit annak laptörténete sorolja fel. Ez a jelzés csupán a megfogalmazás eredetét és a szerzői jogokat jelzi, nem szolgál a cikkben szereplő információk forrásmegjelöléseként.